# 阔叶荚蒾
阔叶荚蒾（学名：Viburnum lobophyllum）为五福花科荚蒾属的植物，为中国的特有植物。分布在中国大陆的陕西、河南、甘肃、湖北、四川等地，生长于海拔700米至1,600米的地区，目前尚未由人工引种栽培。

## 异名
- Viburnum lobophyllum Graebn. var. silvestrii Pamp.